# Bispingen
Bispingen er en kommune i Landkreis Heidekreis i den centrale del af den tyske delstat Niedersachsen. Byen og kommunen har et areal på 128,55 km², og et indbyggertal på knap 6.250 mennesker (2013).

## Geografi
Bispingen ligger i den nordlige del af Heidekreis, i den øvre Luhedal, præcis på den 10. meridian østlig længde, omkring 15 km nordøst for Soltau, nær afkørsel 43 på Bundesautobahn 7.
I kommunen ligger ud over Bispingen landsbyerne Behringen, Borstel in der Kuhle, Haverbeck (Nieder- og Oberhaverbeck), Hörpel, Hützel, Steinbeck/Luhe, Volkwardingen og Wilsede, ved foden af Wilseder Berg.
Jernbanen Lüneburg–Soltau, som byen ligger ved, har nu kun godstransport.
Nabokommuner er Schneverdingen, Undeloh, Egestorf, Soderstorf, Rehlingen, Munster, og Soltau.